# Gudrun Landgrebe
Gudrun Landgrebe, född 20 juni 1950 i Göttingen, Niedersachsen, är en tysk skådespelerska.

## Roller (urval)
- 1983 – Den flamberade kvinnan
- 1984 – Heimat
- 1985 – Affär i Berlin
- 1985 – Överste Redl
- 1988 – Nio liv
- 1990 – Milena
- 1990, 1997 – Den gamle deckarräven (TV-serie)
- 1994–1995 – Schloß Hohenstein (TV-serie)
- 1997 – Rossini
- 2001, 2014 – Cobra 11 (TV-serie)
- 2010 – I ondskans tjänst
- 2012 – SOKO Stuttgart (TV-serie)